# Yonathan Del Valle
Yonathan Alexander Del Valle Rodríguez (ur. 28 maja 1990 w Valencii) – wenezuelski piłkarz, grający na pozycji napastnika w Bandırmasporze.

## Lata młodości
Piłkę nożną uprawia od szóstego roku życia.

## Kariera klubowa
Karierę rozpoczął w 2005 w Carabobo Valencia. W 2006 trafił do UA Maracaibo, a w 2007 został włączony do pierwszej drużyny tego klubu. W 2008 został zawodnikiem Deportivo Táchira. W czerwcu 2010 przeszedł do Huracánu Buenos Aires, ale z powodu wyczerpanego limitu obcokrajowców w klubie musiał wrócić do Deportivo. W sierpniu 2011 podpisał kontrakt z AJ Auxerre, jednakże grał tylko w rezerwach tego klubu. W styczniu 2012 Auxerre wypożyczyło Wenezuelczyka do FC Paços de Ferreira, ale Federação Portuguesa de Futebol zablokowała transfer, mówiąc, że zawodnik nie może grać w trzech klubach w ciągu jednego sezonu (2 mecze w Deportivo + spotkania w rezerwach Auxerre). W lipcu 2012 został wypożyczony do Rio Ave FC, a w czerwcu 2013 podpisał z tym klubem dwuletni kontrakt. 2 stycznia 2014 został wypożyczony do FC Paços de Ferreira, a trzy dni później zadebiutował w tym klubie w przegranym 1:2 meczu z CD Aves. W sierpniu 2015 został wypożyczony do końca sezonu do Kasımpaşa SK z opcją pierwokupu. Z kolei w lipcu 2016 wypożyczono go do Bursasporu. W sierpniu 2017 podpisał dwuletni kontrakt z Gazişehirem Gaziantep. W lipcu 2019 podpisał roczny kontrakt z Giresunsporem z możliwością przedłużenia o kolejny rok. W lipcu 2020 przeszedł do Bandırmasporu.

## Kariera reprezentacyjna
25 września 2009 został pierwszym Wenezuelczykiem w historii, który strzelił gola w międzynarodowych zawodach pod patronatem FIFA. W meczu mistrzostw świata do lat 20 zdobył jedynego gola w meczu Wenezuela-Nigeria. W dorosłej reprezentacji zadebiutował w tym samym roku.